# بنك الأرجنتين المركزي

هو المصرف المركزي في الأرجنتين يقع مقر المصرف في مدينة بوينس آيرس.
ويصدر مصرف الأرجنتين المركزي لعملة بيزو أرجنتيني.
يُملك مصرف الأرجنتين المركزي لحكومة الأرجنتين بالكامل.

## التأسيس
أسس مصرف أرجنتين المركزي في 28 مايو 1935.